# 鬼石櫟
（學名：Lithocarpus lepidocarpus）又名鬼櫟、櫧葉石櫟，是壳斗科柯属的植物，为台灣特有植物。分布在台湾海拔1,000米至2,800米的地区，多生长在山地杂木林中，林務局在台灣台東有作為人造林進行栽培。

## 扩展阅读
- 維基物種上的相關：鬼石櫟